# Dracomyia sinica
Dracomyia sinica är en tvåvingeart som beskrevs av Yang 1998. Dracomyia sinica ingår i släktet Dracomyia och familjen fjärilsmyggor.
Artens utbredningsområde är Zhejiang (Kina). Inga underarter finns listade i Catalogue of Life.